# Dendronephthya rubra
Dendronephthya rubra är en korallart som beskrevs av May 1899. Dendronephthya rubra ingår i släktet Dendronephthya och familjen Nephtheidae. Inga underarter finns listade i Catalogue of Life.